# Horst Zander (Regisseur)

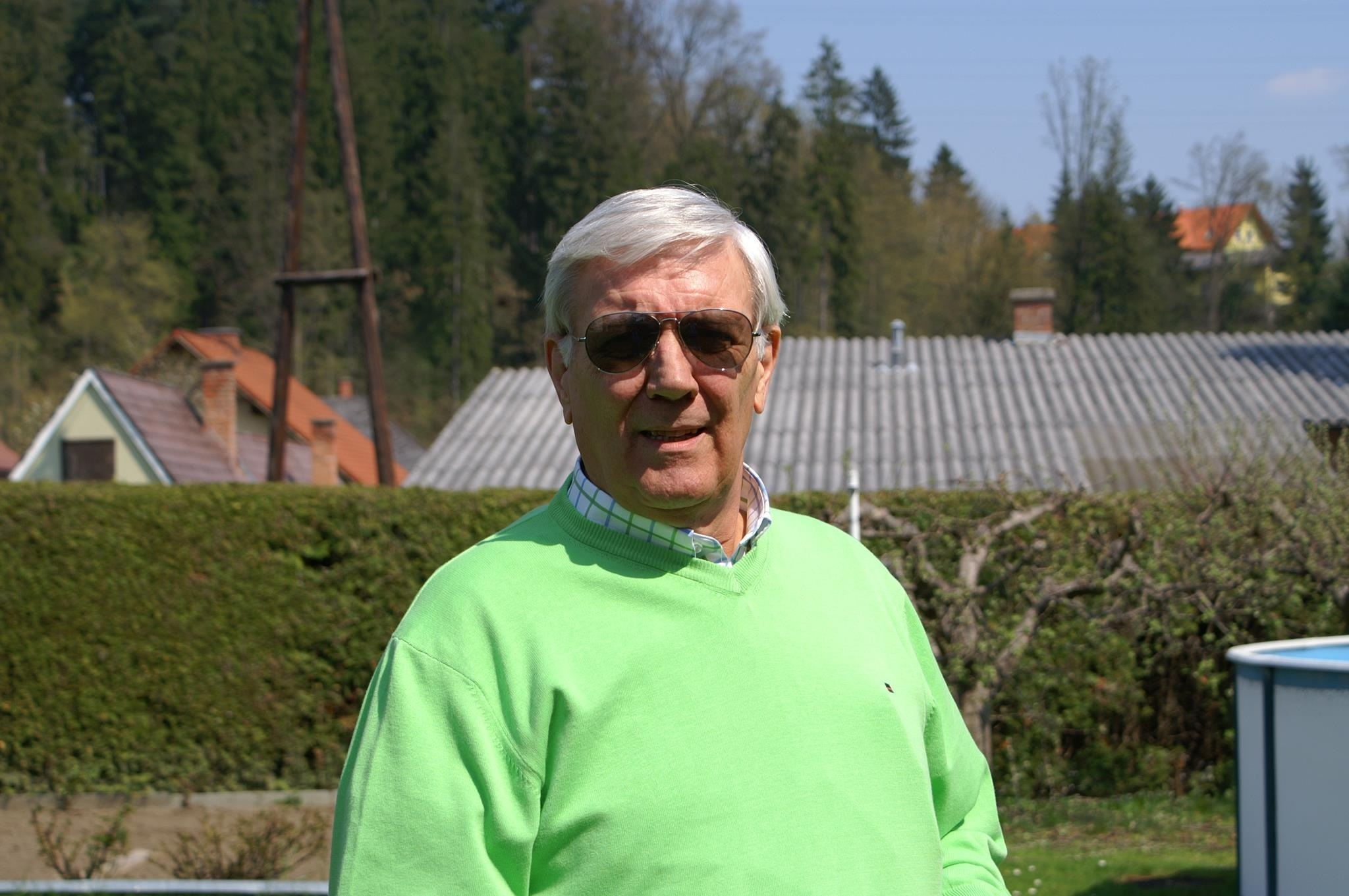
Horst Zander

Horst Zander (* 24. April 1939 in Aachen; † 13. Dezember 2012 in Graz) war ein österreichischer Regisseur und Theaterdirektor.

## Leben
Nach dem Abitur studierte Zander Philosophie, Germanistik, Geschichte und Theaterwissenschaften an den Universitäten Heidelberg, Würzburg, München und Wien. 1963 begann er seine Theaterlaufbahn als Regieassistent in Graz. Seine Lehrer waren u. a. Rudolf Hartmann (Staatsoper München), Adolf Rott (Staatstheater Wien) und André Diehl (Bühnen Graz). Von 1967 bis 1972 war er Abendspielleiter und von 1972 bis 1983 Oberspielleiter bei den Vereinigten Bühnen, Graz.
Von 1964 bis 1989 war er enger Mitarbeiter im Regieteam Herbert von Karajans bei den Salzburger Oster- und Sommerfestspielen. Von 1969 bis 2005 unterrichtete er als Professor an der Kunstuniversität Graz in den Fächern Dialogsprechen und operndramatischen Unterricht.
Von 1981 bis 2002 war Horst Zander Direktor des ältesten Stadttheaters Österreichs – des Stadttheaters Leoben. In dieser Zeit kam es auch zur Gründung des Vereines „Junges Theater Graz“ (1994) und Etablierung eigener Opern- und Operettenproduktionen zur Förderung von jungen Nachwuchssängerinnen und Nachwuchssänger im Stadttheater Leoben. Dabei wurden über fünfzehn Operetten und fünf Opern, die Horst Zander mit jungen Talenten der Kunstuniversität Graz auf die Bühne brachte, aufgeführt. Für dieses Projekt und für seine unermüdliche Arbeit in der Förderung junger Sängerinnen und Sänger wurde er 2001 mit dem Kulturpreis der Stadt Leoben ausgezeichnet. Die Laudatio dafür hielt ein enger Freund und Wegbegleiter – Hans Stolz, der Großneffe des Komponisten Robert Stolz.
Daneben wurde Horst Zander immer wieder zu Regieaufträgen so u. a. bei der Bühne Baden (1997 Der Zarewitsch und 1998 Der Bettelstudent) und dem Festival Classionata (2011 Eine Nacht in Venedig) eingeladen. Von 2008 bis 2010 war er Regisseur und künstlerischer Berater der Coburger Sommeroperette, wo unter seiner Regie 2008 Gräfin Mariza, 2009 Wiener Blut und 2010 My Fair Lady (Regie und die Rolle des Oberst Pickering) mit großem Erfolg aufgeführt wurden. Auch als Schauspieler machte er sich einen Namen unter anderem bei der Kleinen Komödie Graz, wo er 2000 Eine Frau beginnt mit 40 (Bernard), 2002 Sonny Boys (Willie Clark), 2004 Kaktusblüte (Julien Desforges) und 2005 Otello darf nicht platzen (Theaterdirektor) spielte. Moderationen zahlreicher Operettenkonzerte und Galas (zuletzt 2009 die „Robert Stolz Gala“ an der Coburger Sommeroperette) rundeten sein künstlerisches Wirken ab.

## Anerkennungen
- 2001 Kulturpreis der Stadt Leoben mit Hannes Moscher und Karl Heinrich Tinti als  Initiatoren der „Operette in Leoben“ am Stadttheater Leoben

## Inszenierungen
Zander inszenierte 47 Opern sowie 33 Operetten und musikalische Lustspiele.